# Gaspar Lax (médico)
El maestre Gaspar Lax (m. antes del 17 de septiembre de 1502) fue un médico aragonés del siglo XV. Fue padre del matemático Gaspar Lax.
Posiblemente nació en Villanueva de Sigena (Huesca), y casó con Leonor de la Cueva, estableciéndose en Sariñena, donde nacieron algunos de sus hijos. Hacia 1492 era médico de la villa de Cariñena, y poco después se trasladó junto a su familia a Zaragoza. Ya había fallecido el 17 de septiembre de 1502, cuando su mujer aparece como viuda en un documento. Había otorgado testamento por el que legó a su hijo Gaspar su colección de libros de medicina.
Sus hijos fueron Gaspar Lax, filósofo y matemático, Baltasar Lax, mercader, Querubín Lax, religioso, Inés Lax, religiosa, Jerónima Lax, Leonor Lax, mujer del notario Miguel de Longares, y Juana Lax, monja en el monasterio de san Hilarión de Lérida. Además, fue hermano de Miguela Lax, casada con mosén Juan Serveto, quien de su segundo matrimonio con Catalina Melet tuvo a Antón Serveto, noble infanzón, padre del filósofo Miguel Servet.